# St Andrews (Malte)
Pour les articles homonymes, voir Saint Andrews.
St Andrews (en maltais : Sant'Andrija ou San Andrija ; également orthographié St. Andrew's en anglais) est une ville de l'île de Malte.
Contrairement à sa voisine Il-Madliena, St Andrews n’a pas le statut de communauté, il se partage entre la localité de Is-Swieqi et celle de Pembroke.
St Andrews est desservi par une voie express à environ 8 km au nord  de La Valette.

## Histoire
Ancienne ville de garnison britannique, St Andrews était un quartier militaire appelé St. Andrew's Barracks, littéralement « caserne saint André », du nom du saint patron de l'Écosse. Deux autres casernes construites au XIXe siècle et au début du XXe siècle à proximité de Fort Pembroke (en), portaient de même les noms de saint Georges, patron de l'Angleterre, et de saint Patrick, patron de l'Irlande.
Les St Andrew's Barracks servent d'hôpital militaire pendant la Première Guerre mondiale avec près de 1 200 lits de mai 1915 à mars 1916, c'est un lieu de souvenir pour les anciens combattants du Commonwealth et plus particulièrement pour les Australiens qui y ont séjourné. De rares traces de cette époque subsistent de nos jours, certains bâtiments ayant été réaménagés en écoles et en appartements.
Depuis le départ des derniers fonctionnaires et militaires britanniques de l'île en 1979, St Andrews se développe comme quartier résidentiel.

## Points d'intérêt
St Andrews est connu pour son stade, le Luxol Stadium (en), et son club de foot, le St. Andrews Football Club. Sa division  « Luxol St. Andrews Futsal Club »  est l'une des meilleures équipes de futsal à Malte.
Des lieux comme le Royal Marines Museum et quelques bâtiments anciens témoignent des origines militaires et britanniques de la ville.